# Parc national de l'archipel
Le parc national de l’archipel (suédois : Skärgårdshavets nationalpark, finnois : Saaristomeren kansallispuisto) est un parc national finlandais situé dans l'archipel finlandais en Finlande propre, dans le sud-ouest du pays. Il a été créé en 1983 et couvre 500 kilomètres carrés, une vaste superficie étant donné que la zone est principalement un archipel extérieur avec peu d’îles. Il fait partie des réserves de biosphère de l’UNESCO.

## Description
Le parc national de l'archipel, partie sud-est de l'archipel établie en 1983, est composé de terrains et d'étendues maritimes, propriété de l’État finlandais et administré par l'office national des forêts, Metsähallitus. Sauf dans les zones militaires, la région est basée sur la coopération, la circulation est cependant partiellement interdite pendant la période d'incubation (du début d’avril jusqu'à la fin de juillet).
Le parc national de l'archipel forme la majeure partie de la réserve de biosphère, désignation donnée pour la région en 1994 par le programme sur l'homme et la biosphère de l'UNESCO. Le reste de la réserve appartient à des propriétaires privés. Il y a environ 3800 habitants permanents,.
Le but de l'administration dans la réserve de biosphère est de conserver la valeur traditionnelle et historique de l'archipel en menant des projets interdisciplinaires.
En 2007, le parc national a reçu le certificat international de PAN parks de WWF, fonds mondial pour la nature.
Les visiteurs peuvent découvrir les spécialités du parc le long des sentiers piétonniers, grâce au centre d'information écologique de Sinisimpukka à Kasnäs et au centre de Korpoström à Korppoo. On peut par ailleurs se déplacer par  bateau à voile ou à moteur, par bateau-mouche ou par ferry  qui passe entre les îles habitées.

## Îles du parc national
Le parc national de l'archipel compte de nombreuses îles dont:
Pargas
- Kråkskär
- Stora Hästö
- Konungsskär
- Jungfruskär
- Bodö
- Boskär
- Dalskär
- Tränskär
- Mossaskär
- Lökholm
- Jurmo
- Borstö
- Trunsö
- Ådön
- Nötö

Kimitoön
- Högland
- Sandön
- Högsåra
- Holma
- Örö
- Yxskär

| Îles du parc national de l'archipel                                           |
| Carte des îles du parc national de l'archipel (cliquer pour voir les détails) |

## Faune
La faune est bien connue grâce à la recherche et aux suivis réguliers. Vingt-cinq espèces de mammifères ont été trouvées. Les plus courants sont : musaraigne commune, musaraigne pygmée, lièvre de montagne, campagnol, renard roux, chien viverrin, vison et élan. Le nombre de phoques gris a augmenté ces dernières années, le phoque annelé a diminué en revanche. Le stock de poissons est grand et les espèces les plus communes comprennent le hareng de la Baltique, la perche européenne, le grand brochet, le gardon commun, la brème, la loquette d'Europe, la plie européenne et le chabot cornu.
Le parc national abrite également un grand nombre d’oiseaux. Le nombre d’espèces connues pour avoir niché dans le parc national s’élève à 132. Les espèces les plus nombreuses sont : le cygne muet, le grand cormoran, le canard colvert, le fuligule morillon, le grand harle, le harle huppé, l’huîtrier pie, le tournepierre à collier, le rouge-gorge commun, le bécasseau commun, le goéland commun, le goéland à dos noir, le goéland argenté, la sterne arctique, le guillemot noir, la bergeronnette blanche, le pipit des rochers, le pipit des prés et l'oie sauvage. À noter la présence notable du pygargue à queue blanche, qui est l'emblème du parc.

## Galerie

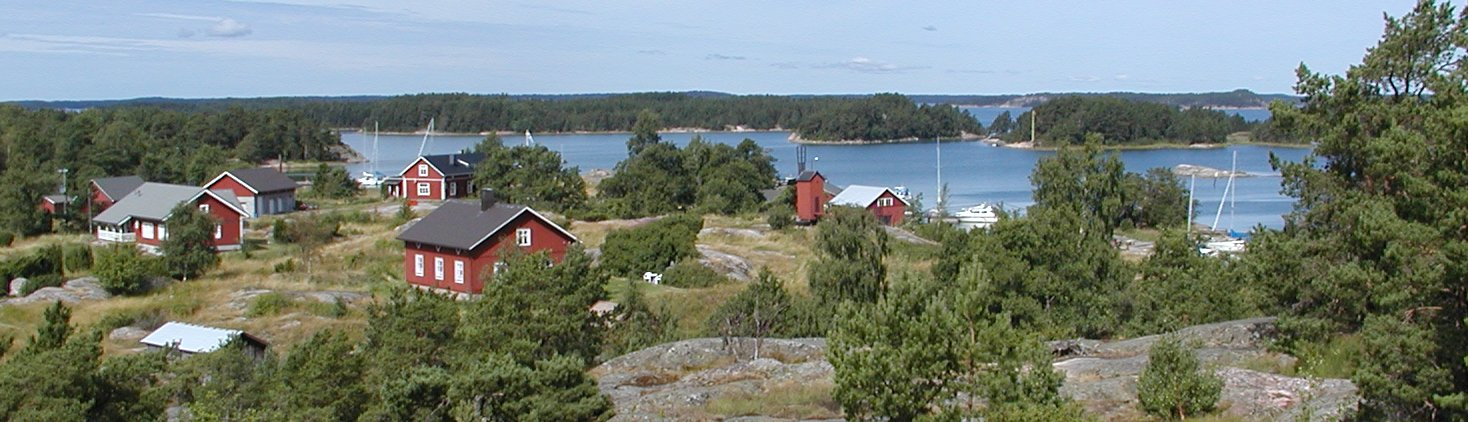
Gullkrona, un village de Nagu, à l'intérieur du parc.